# Propre de l'homme
Pour les articles homonymes, voir Le Propre de l'Homme.
Le propre de l'homme est une expression d'usage courant qui désigne les spécificités de l'espèce humaine par rapport aux autres espèces animales.
Cet aphorisme serait dû à François Rabelais qui, dans l’Avis aux lecteurs ouvrant Gargantua (1534), écrit :
« Mieux est de rire que de larmes écrire,

Parce que rire est le propre de l'homme. »
— Rabelais, Gargantua
Selon les critiques, ce passage du texte de Rabelais serait inspiré d'un passage du traité des Parties des Animaux d'Aristote dans lequel ce dernier défend l'idée que : « l'homme est le seul animal qui ait la faculté de rire ». Mais en fait cette idée a été répétée à satiété au Moyen Âge, et l'expression « est le propre de » est d'origine scolastique. Aristote dit seulement que le rire est une rare qualité humaine ; ce sont ses commentateurs qui ont radicalisé cette conception, en donnant au rire une importance de plus en plus essentielle.
Cette expression a été utilisée pour titrer plusieurs œuvres, dont Le Propre de l'homme, livre de Robert Merle (1989), et Le Propre de l'homme, film de Claude Lelouch (1960).

## Critique philosophique du terme «Animal» et du «propre de l'homme»
« Dans un fragment de Par-delà Bien et Mal, Nietzsche caractérisait l'homme comme « l'animal dont le caractère propre n'est pas encore fixé ». Tout le paradoxe est que ce défaut, qui devrait rappeler la fragilité de sa condition à ce vivant qui ne peut revendiquer d'autre propre qu'un propre négatif, ne tarde pas à s'inverser en marque de supériorité. »

— Jacques-Olivier Bégot, "Sur les traces de l'animot", L'Humanité, 3 février 2007
De même que l'antispécisme, le terme « animal », au singulier, est rejeté par le philosophe français Jacques Derrida dans sa généralité, – parce qu'il est une « simplification conceptuelle » vue comme un premier geste de « répression violente » à l'égard des animaux de la part des hommes, et qui consiste à faire une césure totale entre l'humanité et l'animalité, et un regroupement tout aussi injustifié entre des animaux qui demeurent des vivants radicalement différents les uns des autres, d'une espèce à une autre :

« Chaque fois que « on » dit « L'Animal », chaque fois que le philosophe, ou n'importe qui, dit au singulier et sans plus « L'Animal », en prétendant désigner ainsi tout vivant qui ne serait pas l'homme (…), eh bien, chaque fois, le sujet de cette phrase, ce « on », ce « je » dit une bêtise. Il avoue sans avouer, il déclare, comme un mal se déclare à travers un symptôme, il donne à diagnostiquer un « je dis une bêtise ». Et ce « je dis une bêtise » devrait confirmer non seulement l'animalité qu'il dénie mais sa participation engagée, continuée, organisée à une véritable guerre des espèces. »

— L'Animal que donc je suis, Jacques Derrida.
Ainsi, dans son dernier ouvrage, L'Animal que donc je suis, le philosophe français Jacques Derrida conçoit la question de l'« animal » comme une réponse à la question du « propre de l'« homme » », et a mis en doute la capacité à ce dernier d'être en droit de se faire valoir toujours aux dépens de l'« animal », alors qu'il semble bien que ce réflexe conceptuel soit, par essence, un préjugé, et non le fruit d'un raisonnement philosophique garant de ce droit :

« Il ne s'agit pas seulement de demander si on a le droit de refuser tel ou tel pouvoir à l'animal (parole, raison, expérience de la mort, deuil, culture, institution, technique, vêtement, mensonge, feinte de la feinte, effacement de la trace, don, rire, pleur, respect, etc. – la liste est nécessairement indéfinie, et la plus puissante tradition philosophique dans laquelle nous vivons a refusé tout cela à l'« animal »), il s'agit aussi de se demander si ce qui s'appelle l'homme a le droit d'attribuer en toute rigueur à l'homme, de s'attribuer, donc, ce qu'il refuse à l'animal, et s'il en a jamais le concept pur, rigoureux, indivisible, en tant que tel. »

— L'Animal que donc je suis (p. 185), Jacques Derrida.